# Kragujevac
Kragujevac (srbsky Крагујевац) je město v Srbsku, sídlo Šumadijského okruhu na řece Lepenica. Nachází se v centrálním Srbsku, zhruba 95 km jihovýchodně od Bělehradu, 110 km severozápadně od Niše a 150 km severně od Prištiny.
Průmyslové město tvoří zástavba, která vznikla během tří různých období: nejstarší je z tureckých dob, naleznou se zde také secesní památky a velká část města, včetně radnice, byla vybudována po válce v moderním stylu z oceli a betonu. Od roku 1976 je Kragujevac univerzitním městem; místní univerzita má 8 fakult.

## Název
Název města odkazuje na ptáka krahujce, zde zřejmě jako jméno nebo přízvisko osoby. V bosenské srbštině slovo kraguj označovalo sokola, ve slovinštině kragulj znamenalo jestřáb. Do osmanské turečtiny bylo převzato v podobě Karagovinca. Shodou okolností přitom bylo slovo již v praslovanské době převzato z turkických jazyků spolu s technikou lovu pomocí dravých ptáků.

## Přírodní poměry

Mapa města.

Město se rozkládá v nadmořské výšce okolo 180 metrů. Samotné město Kragujevac (administrativní jednotka) má rozlohu 835 km2 a obklopují jej horské formace s názvem Rudnik, Crni Vrh a Gledić. Kragujevac neformálním centrem regionu Šumadija, dříve známého a pojmenovaného díky svým lesům, dnes regionu mírně zvlněného a intenzivně zemědělsky využívaného. 

### Podnebí a vodstvo
Kragujevac má mírné podnebí. Průměrná roční teplota se zde pohybuje okolo 11,5 °C; nejteplejším měsícem je červenec s průměrnou hodnotou 22,6 °C a nejchladnějším leden s 1,3 °C. Nejsušším měsícem je září a nejdeštivějším prosinec. Ročně zde sněhová pokrývka se drží 34 dní.
Kragujevacem protéká řeka Lepenica, která ve své horní části na území města přibírá vodní tok Groštinska Reka. Vlévá se do ní rovněž i Sušički potok a několik dalších bezejmenných potoků na území Kragujevace.

### Flora a fauna
Na východním okraji města se nachází rybník Bubanj, který je součástí parku. Východně od Kragujevace potom leží park Košutnjak, který se rozkládá na rozlehlém svahu. Mezi další parky patří potom ještě Metino brdo jižně od města a Velký park, který se nachází na severním okraji Kragujevace. Je nejstarší ve městě, byl založen roku 1898.
Při parku Ilina voda (založen roku 1900) se nachází zoologická zahrada.

## Historie
Poprvé je sídlo zmiňované v roce 1476 v tureckých pramenech: tehdy to byla malá osada. Archeologické nálezy dokládají přítomnost člověka v Šumadiji již v době paleolitu před 40 000 lety. Rozvíjet se město začalo až po osvobození od osmanské nadvlády v roce 1818, když ho Miloš Obrenović ustanovil hlavním městem nového srbského státu (v letech 1818 až 1841). Roku 1835 tu také byla vyhlášena nová srbská ústava.
Vedle toho, že byl Kragujevac politickým centrem státu, rozvíjel se i jako jeho kulturní metropole: vznikla zde první střední škola v zemi (Prva kragujevačka gimnazija), první lékárna a první tiskárna. Z města pocházeli nebo v něm studovali a žili mnozí učenci, vědci i politici (Jovan Ristić, Mirko Jovanović, Đorđe Dimitrijević a další). V souvislosti se založením gymnázia bylo, stejně jako v případě řady dalších srbských měst, rozhodnuto o prvním územním plánu pro Kragujevac.

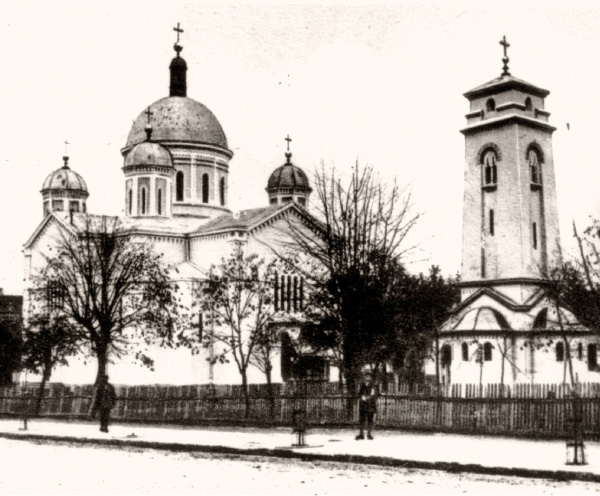
Kostel v Kragujevaci na historickém snímku.

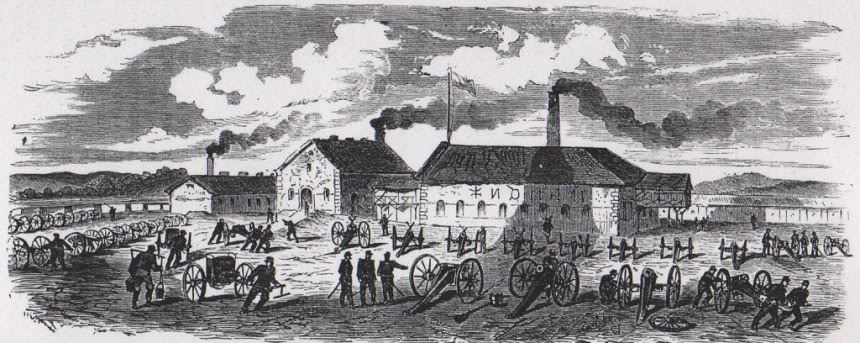
Továrna na děla v roce 1856.

Druhou polovinu 19. století charakterizuje rozvoj průmyslu. Roku 1851 tu byla otevřena zbrojní a muniční továrna; ta tak utvářela charakter místního průmyslu po celý konec 19. století i začátek století minulého. Po spojení města železnicí s Bělehradem a Niší v roce 1886 začal růst i vývoz do zahraničí. V roce 1905 získalo město i vodovodní řad.
První vážnou škodu utrpělo město za 1. světové války. Do Kragujevce byly přesunuty některé důležité státní instituce, včetně velitelství armády; město ztratilo 15 % obyvatel. Tu největší katastrofu mělo však ještě před sebou: o více než 20 let později, za 2. světové války 21. října roku 1941, tu němečtí fašisté zabili v masakru 7 300 obyvatel.
Po válce byla nutná obnova a dále se rozvíjel i průmysl. Vznikla automobilka, textilní a kožedělné závody; velká část jejich výroby směřovala také na vývoz (proslulé automobily Yugo). V době své největší slávy automobilka Zastava zaměstnávala desetitisíce lidí. Útlum přinesla až občanská válka v 90. letech a následné hospodářské sankce. Nejtěžší ránu automobilovému průmyslu zasadilo bombardování letectvem NATO v roce 1999. Přestože automobilka prochází rekonstrukcí a modernizací pod vedením italského koncernu Fiat, město stále trápí ohromná nezaměstnanost.

## Obyvatelstvo

### Struktura obyvatelstva
Podle údajů ze sčítání lidu z roku 2011 má město Kragujevac (širší město) celkem 179 417 obyvatel. Zhruba 70 % z nich bylo v práceschopném věku (od 15 do 64 let). 56 % obyvatelstva ve věku nad 15 let mělo pouze středoškolské vzdělání a 17,7 % mělo vzdělání vysokoškolské. 
Obyvatelstvo města bylo dle sčítání lidu z roku 2011 v drtivé většině srbské národnosti (95,68 %), dále jsou zastoupeni Romové (0,88 %) a Černohorci (0,34 %), ještě potom Makedonci (0,18 %). Další národnosti se na obyvatelstvu města podílí ještě nižším podílem.

### Náboženský život
Drtivá většina Kragujevanů se hlásí k pravoslavné církvi.

## Obecní správa a politika

### Místní části

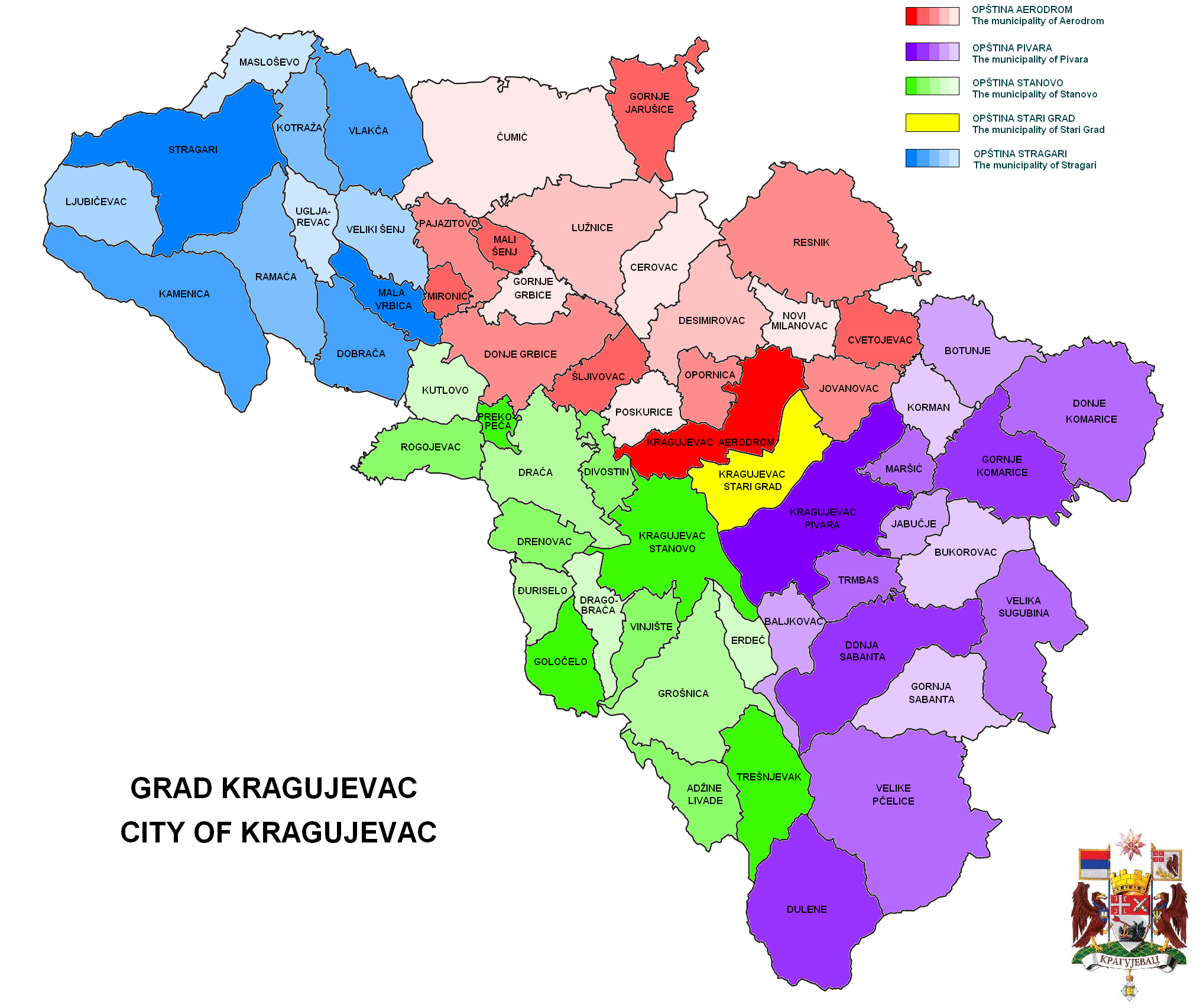
Všechny sídla, která spadají pod město Kragujevac. Barevně jsou rozdělené podle místních částí (zrušené v roce 2008.)

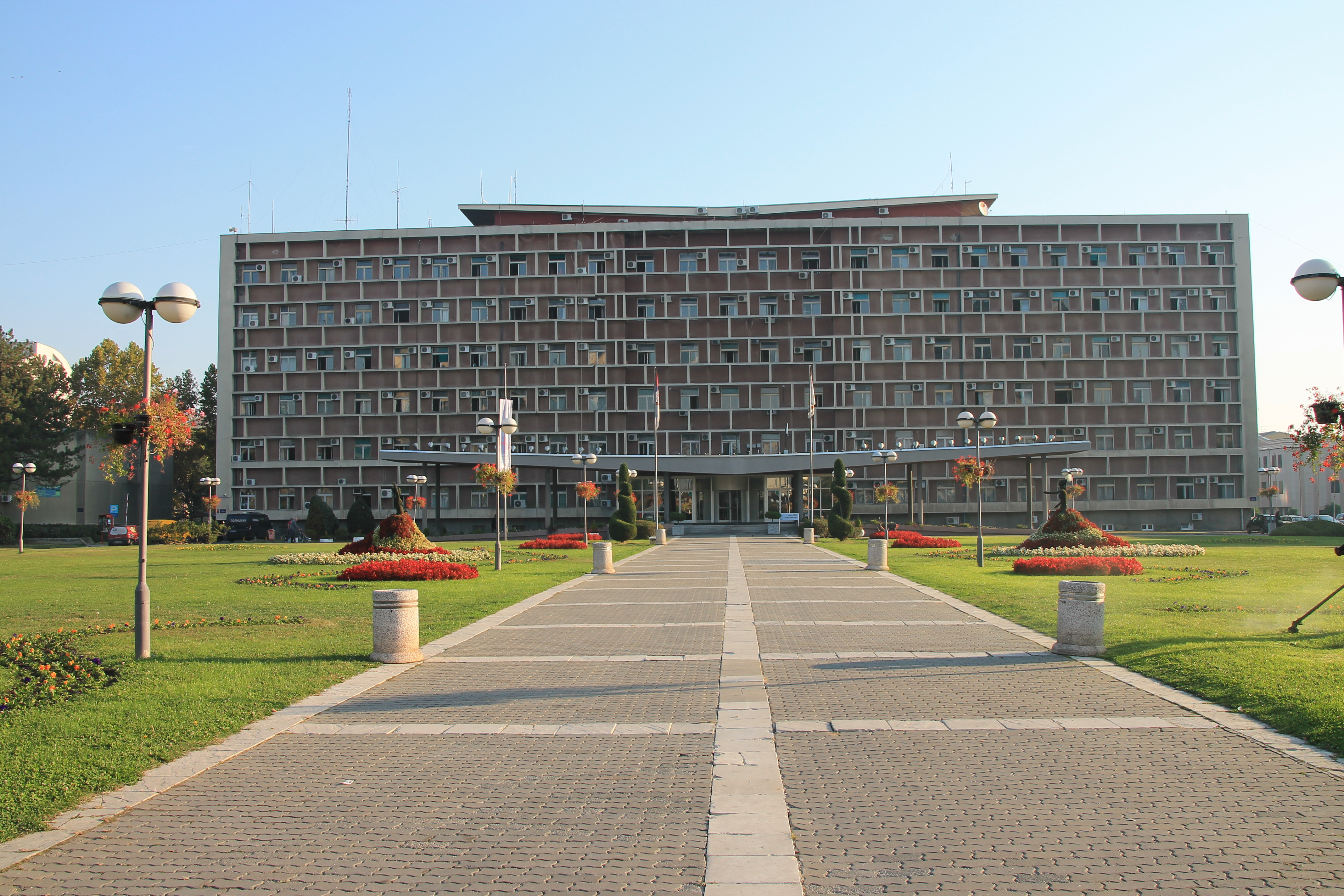
Budova radnice.

V letech 2002 až 2008 bylo město rozděleno na celkem pět místních částí (srbsky градске општине): Aerodrom, Pivara, Stanovo, Stari Grad a Stragari. Změnou statutu města v roce 2008 byly tyto nižší správní jednotky zrušeny, město si však ponechalo možnost je kdykoliv v budoucnu zřídit, bude-li to jeho politická reprezentace považovat za vhodné.
V současnosti se město Kragujevac z administrativního hlediska sestává (kromě užšího sídla) z následujících jednotek: 
Adžine Livade, Baljkovac, Beloševac, Botunje, Bukorovac, Cvetojevac, Cerovac, Čumić, Desimirovac, Divostin, Dobrača, Donja Sabanta, Donje Grbice, Donje Komarice, Dragobraća, Drača, Drenovac, Dulene, Đuriselo, Erdeč, Erdoglija, Goločelo, Gornja Sabanta, Gornje Grbice, Gornje Jarušice, Gornje Komarice, Grošnica, Jabučje, Jovanovac, Kamenica, Korman, Kotraža, Kutlovo, Lužnice, Ljubičevac, Mala Vrbica, Mali Šenj, Maršić, Masloševo, Mironić, Novi Milanovac, Opornica, Pajazitovo, Poskurice, Prekopeča, Ramaća, Resnik, Rogojevac, Šljivovac, Trešnjevak, Trmbas, Ugljarevac, Velika Sugubina, Velike Pčelice, Veliki Šenj, Vinjište, Vlakča,

### Správní území
Samotné město Kragujevac (administrativní jednotka) má rozlohu 835 km2 a zahrnuje rozsáhlou příměstskou oblast, která je ekonomicky závislá na městě.

### Zastupitelstvo a starosta
Město spravuje zastupitelstvo o 87 členech v čele s devítičlennou radou, zástupcem primátora a primátorem. Jedná veřejně, pokud se neusnese jinak z důvodu bezpečnosti nebo jiného zákonem stanoveného důvodu.
Primátor zastupuje Kragujevac navenek. Volební období je čtyřleté, funkce primátora je neslučitelná s jinými funkcemi v čele města. 

### Ostatní instituce
Ve městě se nachází dvě kasárna srbské armády, a to jedna, která nese název Radomira Putnika a druhá pojmenovaná po Milanu Blagojevićovi.
Na severním okraji města se nachází okresní věznice (srbsky Okružni zatvor). Patří k jedním z novějších zařízení tohoto typu v zemi.

## Hospodářství

### Průmysl

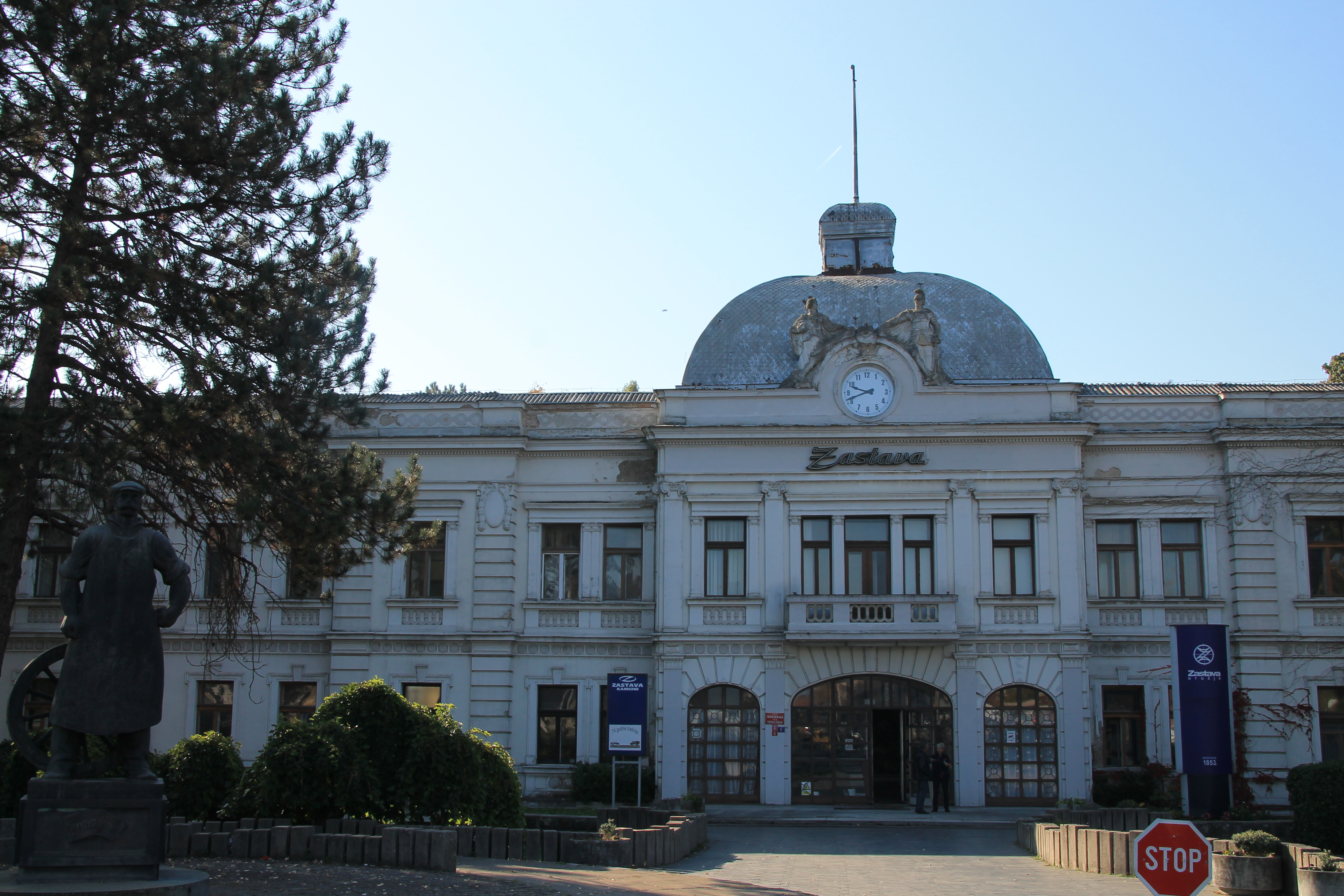
Budova vojensko-technického ústavu v areálu továren Zastava.

Kragujevac je průmyslové město. Hlavní podniky se nacházejí v jižní, resp. jihozápadní části města, v blízkosti železniční trati. Je známý hlavně díky automobilce Zastava, která zde má několik svých provozů (podle údajů z roku 1999 se jednalo o šest malých i větších závodů). Továrna vznikla rozšířením původního Vojensko-technického závodu v 50. a 60. letech 20. století. Již v roce 1853 byla v Kragujevaci také otevřena továrna na výrobu děl (srbsky Тополивница). Její vznik pomohl nejen rozvoji vojenského průmyslu, ale zároveň i industrializaci do té doby převážně zemědělského Srbska. Její areál byl v roce 2022 předmětem modernizace a přestavby.
Kromě toho má město velkou tradici ve výrobě zbraní a nákladních automobilů; hlavní rozvoj zaznamenal průmysl především v období socialistické Jugoslávie. Vedle automobilek zde sídlily i další společnosti, např. Filip Kljajić (výroba řetězů), Ratko Mitrović a Kazimir Veljković (výroba stavebních materiálů), Crvena zvezda, Žitoprodukt (potravinářský průmysl) aj.
V roce 2017 se zde nacházela jedna z celkem čtrnácti volných hospodářských zón na území Srbska. To znamená, že jsou (např. společnost Fiat, která zde obnovila výrobu automobilů) osvobozeny od placení daní a dalších povinností. Hospodářské zóny zde byly zřizovány od 70. let 20. století a v roce 2022 zde vznikla průmyslová zóna Samar.
V 21. století byl v Kragujevaci zprovozněn závod společnosti Siemens na výrobu tramvají. Pro továrnu má být vybudována zcela nová železniční trať. Díky nim i dalšímu se tak Kragujevac stal centrem pro výrobu kolejových vozidel.

### Služby

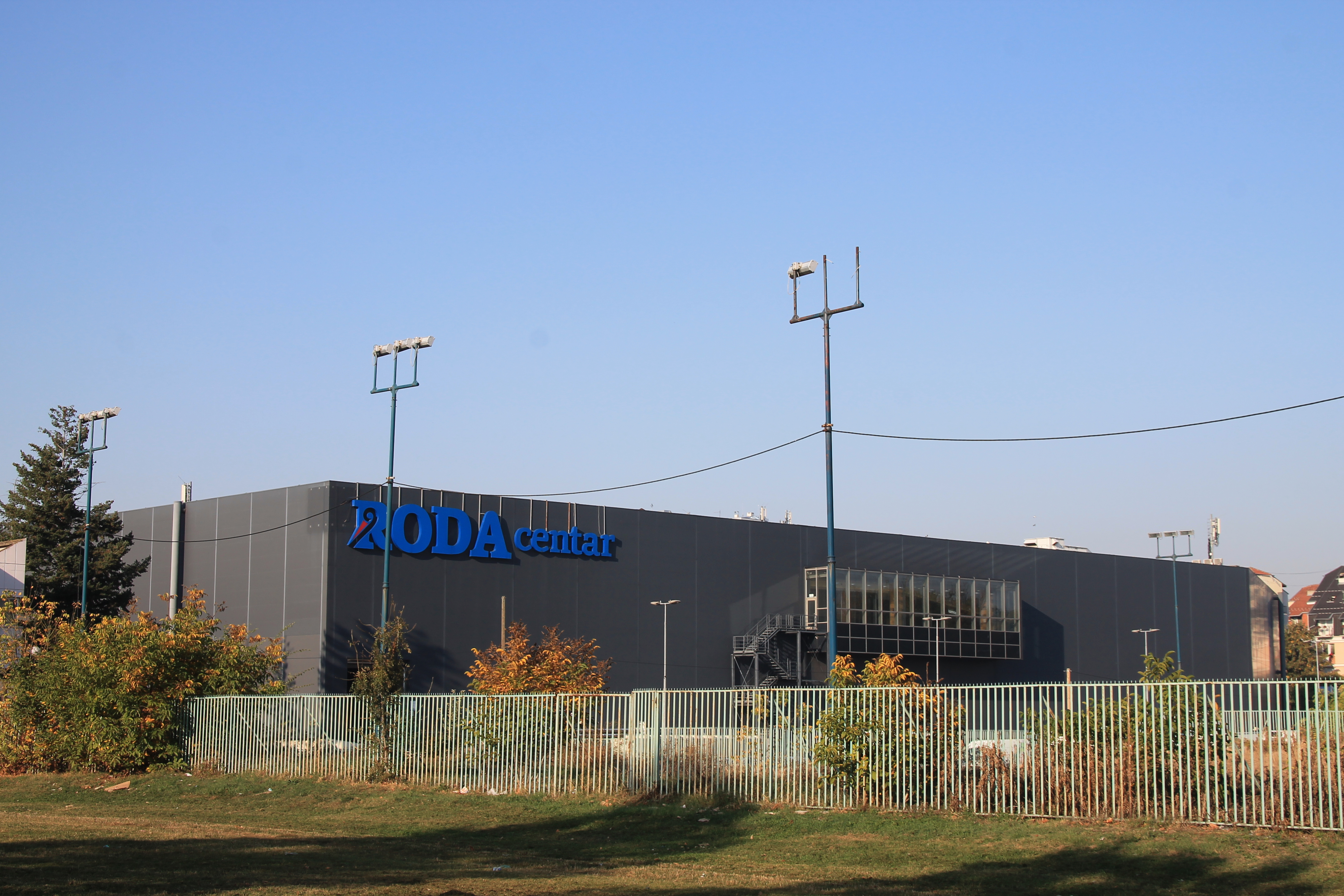
Obchodní dům společnosti RODA.

Obchod a služby patří mezi druhé nejvýznamnější zaměstnavatele, hned po výrobě (vzhledem k tradiční existenci velkých podniků v Kragujevaci). 
Podle údajů národní banky Srbska operovalo na území Kragujevace celkem 30 komerčních bank k prosinci 2016. Sídlí zde Direktna Banka.
V centru města se nachází obchodní dům Beograd, který vznikl v souvislosti s přestavbou centra města ještě během socialistické Jugoslávie. Na počátku 21. století jej doplnila nová obchodní centra na okraji Kragujevace.

### Turistika
Kragujevac nepatří mezi oblíbené turistické destinace v Srbsku, předně proto, že se jedná hlavně o průmyslové město. Navštěvovány zde bývají místní kulturní památky, nebo zajímavosti v okolí (např. kláštery Drača nebo Lipar).

### Veletrhy a výstavy
Město Kragujevac má také výstaviště jménem Šumadija sajam. Nachází se v průmyslové zóně Servis dva. postavena byla však pouze jedna hala z několika plánovaných. Na jih od Dunaje je toto výstaviště nejvýznamnější po bělehradském. Je členem Asociace výstavišť Jihovýchodní Evropy (AJSE). Na místním výstavišti se pořádá např. zemědělský veletrh (srbsky Poljoprivredni sajam).

### Věda a výzkum
V Kragujevaci působí od roku 1991 výzkumné centrum SANU při Univerzitě v Kragujevaci.

## Doprava

### Silniční doprava

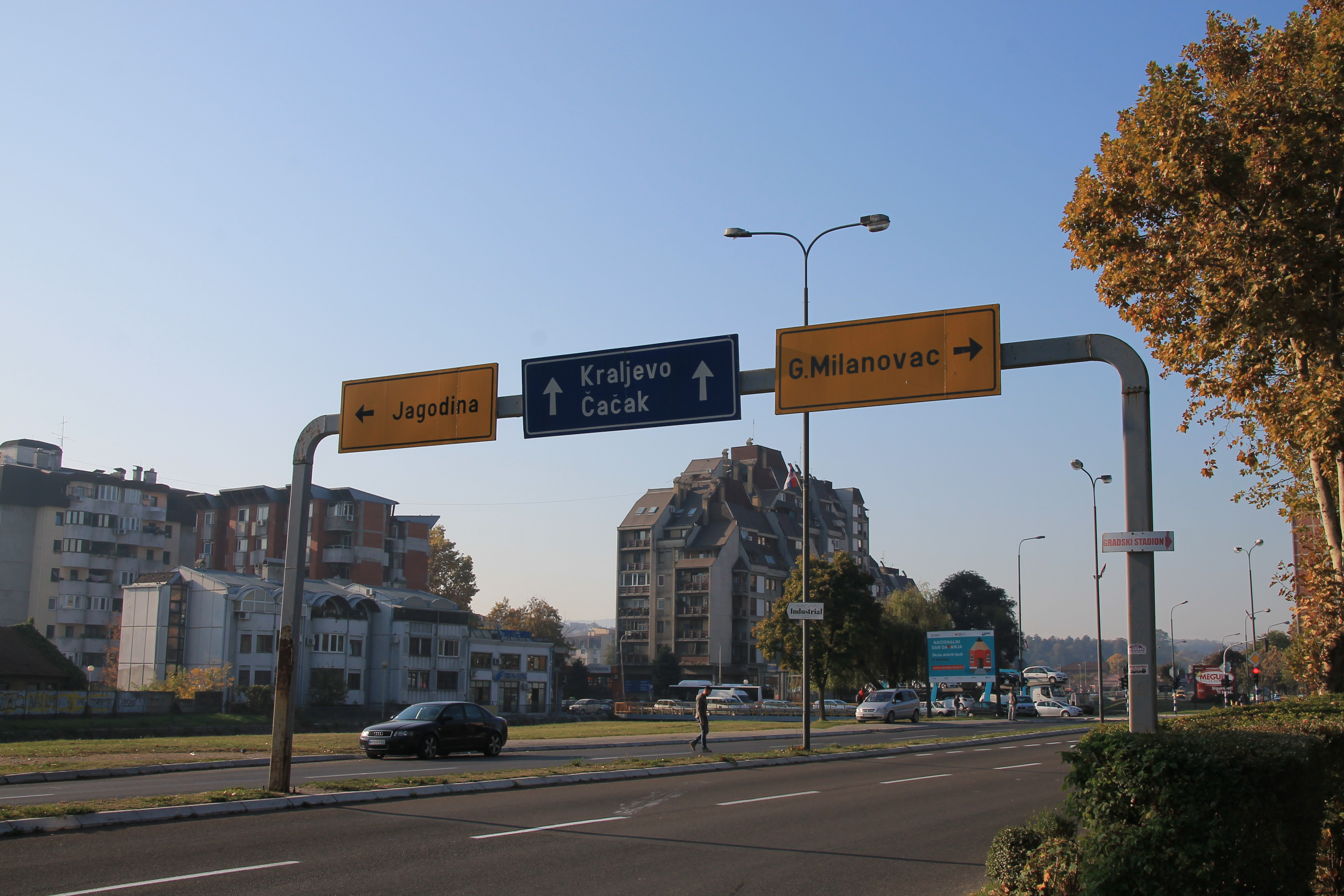
Silniční značení v Kragujevaci.

Kragujevac je rovněž napojen i rychlostní komunikací, resp. jejím přivaděčem, na dálnici A1 ve směru do Bělehradu a do Niše (výhledově má být přebudován na plnohodnotnou dálnici).. Rychlostní silnice mají vzniknout i na jih z Kragujevace a to směrem k Čačaku a Novému Pazaru. Dálnice však nepovede samotným městem, ale napojí se přes tzv. Gružský koridor. Vybudován má být rovněž i obchvat Kragujevace, a to ze západní a severní strany.
Další silnice regionálního významu směřují do měst Topola (25), Čačak a Kraljevo. (24) Hlavní dopravní je veden přímo středem města, po břehu řeky Lepenica (tzv. Lepenický bulvár (srbsky Lepenički bulevar).
Přes řeku Lepenica vede celkem několik mostů. Nejznámější z nich se nachází v centru města (tzv. "dvoumostí" (srbsky Dvomostovlje).
Jedním ze symbolů města je i Đurđevdanski krst (kříž), umístěný na kruhovém objezdu na okraji města. Zahrnuje motiv sv. Jiří zabíjejího draka. O jeho výstavbě bylo rozhodnuto v roce 2010. Kříž byl pro svoji monumentálnost předmětem diskuzí i kritiky.
Automobily registrované v Kragujevaci mají registrační značky s písmeny KG, která označují město Kragujevac. 

### Železniční doprava

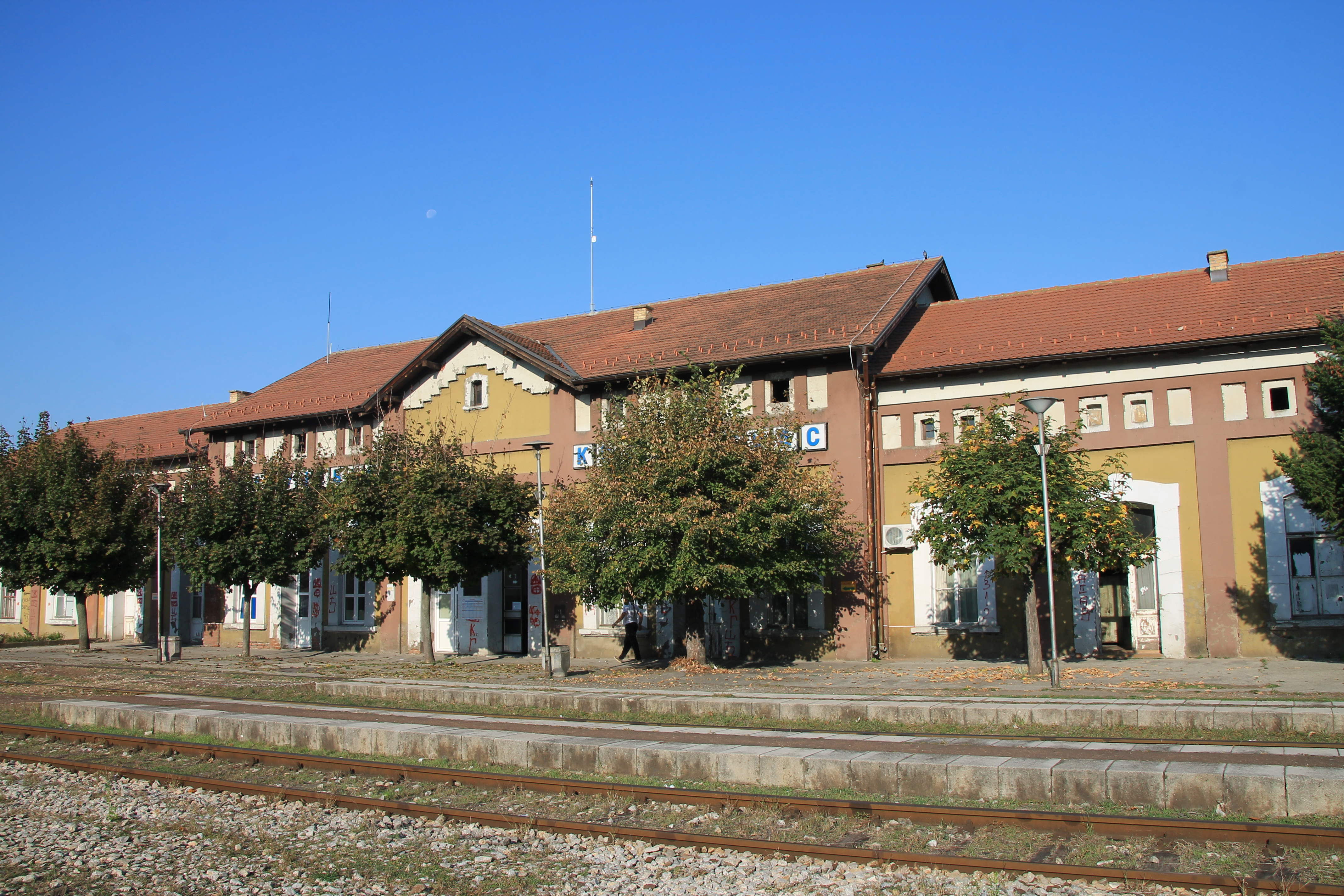
Železniční stanice Kragujevac.

Městem prochází železniční trať Lapovo–Kraljevo, která má především význam z hlediska nákladní dopravy, např. slouží a historicky i sloužila k vývozu automobilů z továrny Zastava (dnes Fiat) a dále dalších výrobků, které jsou produkovány ve velkých objemech. Město má hlavní nádraží a dále stanici Zavod, která se nachází na druhém břehu Lepenice, u vstupu do hlavní továrny společnosti Zastava.
Z města směřuje ještě jižním směrem vlečka do bývalého průmyslového areálu u vesnice Baljkovac.

### Vodní doprava
Místní řeka Lepenica není splavná a není využívána k dopravě.

### Letecká doprava
Nejbližší letiště je Letiště Morava, které leží asi 40 km od města. Další velké letiště se nachází v metropoli Bělehradu, cca 100 km od Kragujevace. Diskutuje se o výstavbě letiště v samotném Kragujevaci.
Město Kragujevac mělo dříve své letiště, plocha však byla ještě v 20. století zastavěna panelovými domy (dnes se jedná o sídliště odkazující svým názvem na původní užití místa.[zdroj?]

### Městská doprava

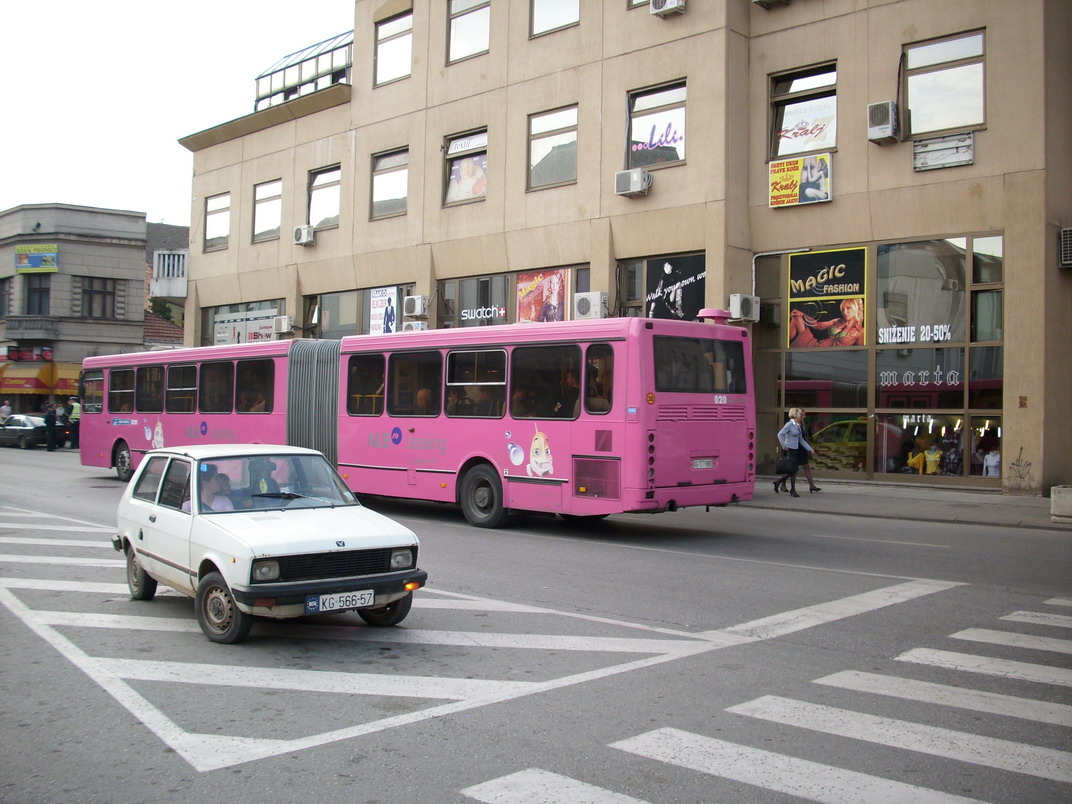
Městský autobus v Kragujevaci.

Městskou dopravu zajišťují autobusy různých společností, působící pod hlavičkou koordinátora GSA. Při železniční stanici existuje také autobusové nádraží, které zajišťuje spojení do většiny srbských měst i do zahraničí. Výhledově by mělo být přemístěno.

## Společnost

### Školství

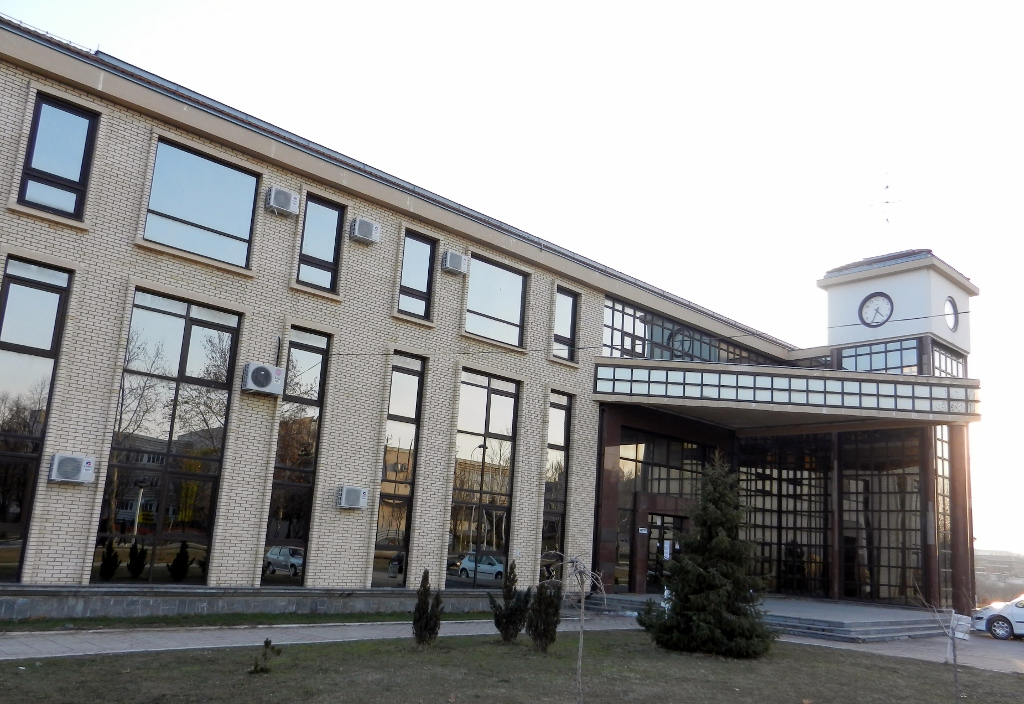
Budova 2. kragujevackého gymnázia (dokončena roku 1997).

První gymnázium bylo ve městě založeno v roce 1833, vystudovali v něm přední osobnosti srbské společnosti své doby, např. Svetozar Marković, Nikola Pašić a Radomir Putnik. Od roku 1854 zde působila škola pro řemeslníky a od roku 1870 je zde také učitelská škola. V současné době (2021) zde působí 18 základních a středních škol. Z nich tři školy jsou zvláštní a jedna pro žáky s poruchou sluchu. Sídlí zde také hudební škola, která nese jméno Miloje Milojeviće.
Od roku 1976 je v Kragujevci i univerzita. Byla hodnocena jako nejlepší v Srbsku. Její kampus má rozlohu 1500 m2 a zahrnuje mimo jiné i knihovnu s fondem 100 000 knih. 

### Zdravotnictví
Ve městě se nachází několik zdravotnických zařízení, které dohromady zaměstnávají přes 3000 osob. Hlavním z nich je nemocnice (klinické centrum Kragujevac). Svoje zdravotnické zařízení má i místní automobilka (dříve Zastava, dnes Fiat). 
V Kragujevaci se také nachází vojenská nemocnice.
Místní vysoká škola má rovněž lékařskou fakultu.

### Média
Ve městě sídlí regionální televize (srbsky Televizija Kragujevac) a také regionální noviny (Kragujevačke novine). Vysílá odsud několik srbských rozhlasových stanic.

### Sport

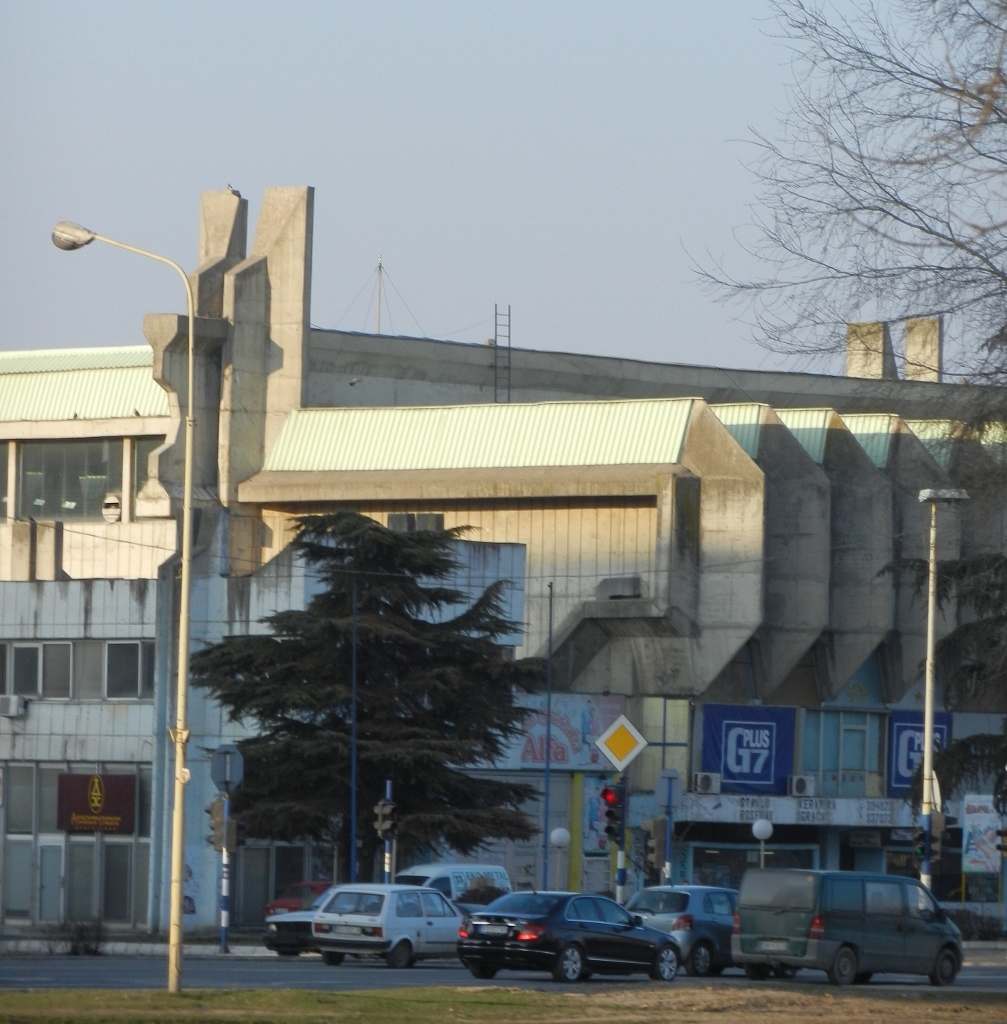
Sportovní hala Jezero postavená v brutalistickém stylu.

Ve městě působí celkem okolo stovky sportovních klubů které hrají celkem cca 30 sportů. Historicky nejznámější sportovní organizací v Kragujevaci byl Radnički (v rámci něhož působila řada týmů tohoto názvu hrající různé sporty). Místní fotbalový svaz zahrnuje 49 týmů a organizuje i tři místní ligy. Mezi nejoblíbenější sporty patří[zdroj?] fotbal a basketbal. První fotbalový klub (Šumadija 1903) byl v Kragujevaci založen dne 14. srpna 1903. Místní populární klub FK Radnički byl založen roku 1923 a v témže roce vznikl i manšaft pod stejným názvem v basketbalu.
Fotbalový Stadion Čika Dača má kapacitu 15 tisíc míst a je největší ve městě. Budován byl v letech 1949 až 1957 a renovován roku 2007. V již zmíněném Velkém parku existuje rozsáhlý areál pro různé sporty, např. zde stojí tenisové kurty, nebo plavecký bazén (otevřený i krytý). Pro další sporty potom slouží Hala Park.
Sportovní hala Jezero se nachází v blízkosti již zmíněného jezera Bubanj. Slouží např. pro zápasy v basketbalu.[zdroj?] Má 5320 míst, slouží pro týmy KK Radnički, OK Radnički, RK Radnički, KMF Ekonomac.

## Životní prostředí

### Odpadové hospodářství
Zhruba 93 % města je pokryto vodovodním řadem, 78 % potom kanalizací, 72 % domácností má připojení na rozvody plynu. 

### Znečištění
Město se potýká s problémem znečištění ovzduší, stejně tak jako s problematikou černých skládek. V roce 2022 místní teplárna uskutečnila výměnu kotlů z uhelných na plynové s cílem snížit znečištění ovzduší.
Ekologické zátěže z minulosti jsou značné, předně také proto, že Program OSN pro životní prostředí označil Kragujevac jako jeden z několika hlavních míst, kde při Operaci Spojenecká síla došlo vlivem bombardování civilních i vojenských cílů k uvolnění škodlivých látek.

## Kultura

### Kulturní instituce

#### Muzea

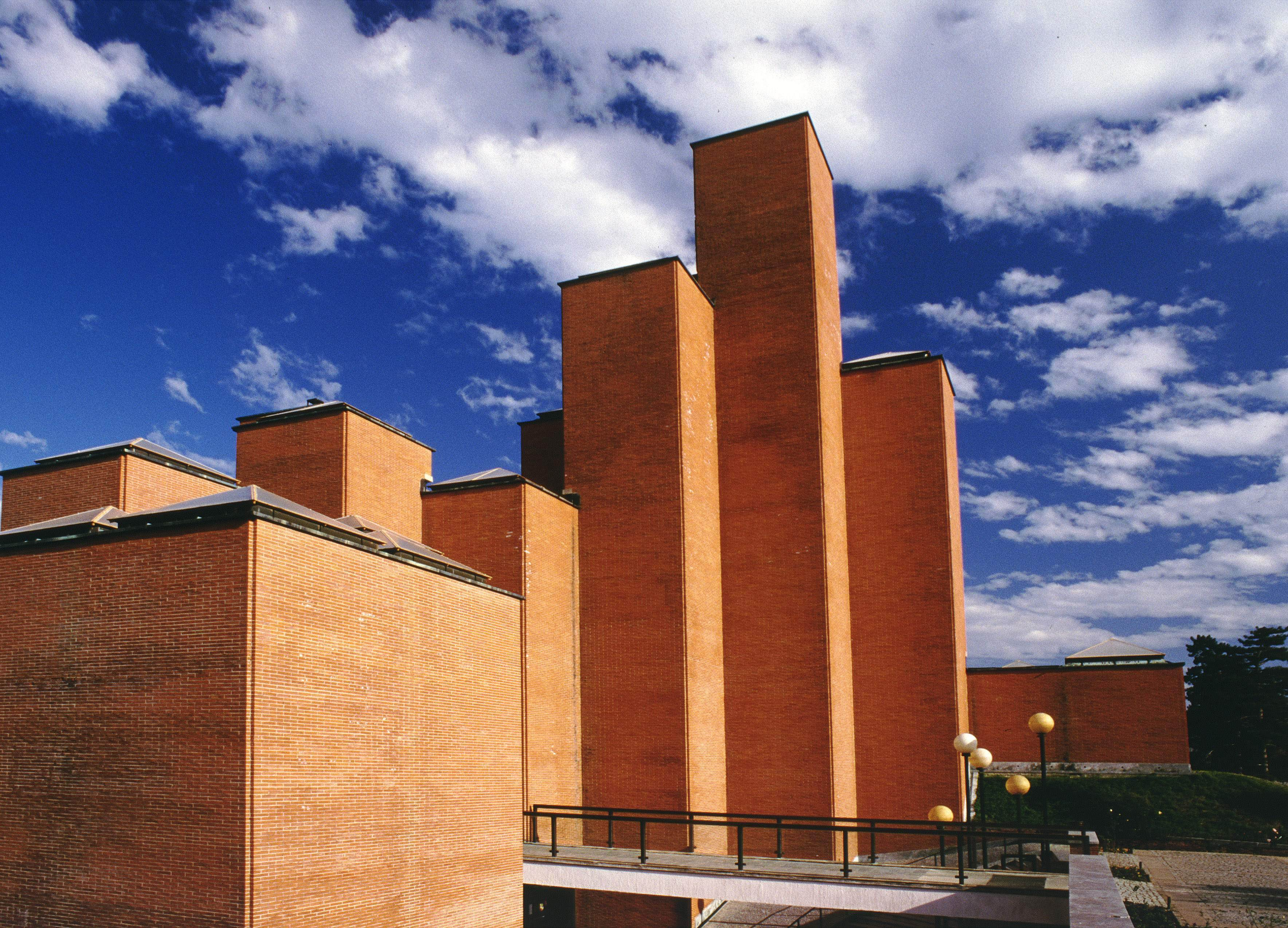
Muzeum 21. října v Kragujevaci.

Místní pobočka srbského národního muzea (srbsky Narodni muzej Kragujevac) má části, které se věnují archeologii, etnografii, dějinám města a regionu Šumadija a výtvarnému umění. Muzeum má několik budov, v nichž pořádá různé akce. Jedná se o: Amidžův konak, Galerie, Dům Svetozara Markoviće, Dům Ljubice Filipović, budova staré skupštiny, Pamětní dům v Dulenech, Petrův mlýn v Grošinici a Moderní galerie.
Kromě něj zde stojí i několik dalších menších muzeí. V areálu bývalé továrny na výrobu děl se např. nachází Muzeum staré slévárny (srbsky Muzej stara livnica), kde se nachází expozice věnovaná rozvoji průmyslu ve městě. Muzeum 21. října na severním okraji Kragujevace potom připomíná události druhé světové války.

#### Divadla
V Kragujevaci sídlí celá řada kulturních institucí. První divadlo zde bylo zřízeno v roce 1835 (srbsky Књажевско српско позориште), které bylo do roku 2007 známé jako divadlo Joakima Vujiće a poté se vrátilo ke svému historickému názvu. Současná divadelní budova pochází z roku 1928. Působí zde také i dětské divadlo (srbsky Pozorište za decu); každý rok se 15. únor slaví jako den divadla.

#### Galerie
V rámci národního muzea působí v Kragujevaci také Umělecká galerie (srbsky Уметничка галерија Народног музеја) a Moderní galerie (srbsky Модерна галерија Народног музеја). Mimo to zde sídlí také Galerie akvarelu, Univerzitní galerie, Galerie Domu mládeže, Studentské kulturní centrum Kragujevace, kulturní centrum UMMUS a další. Místní organizace Srbské pravoslavné církve provozuje v Kragujevaci rovněž vlastní galerii (srbsky Галерија СПЦ).

#### Knihovny

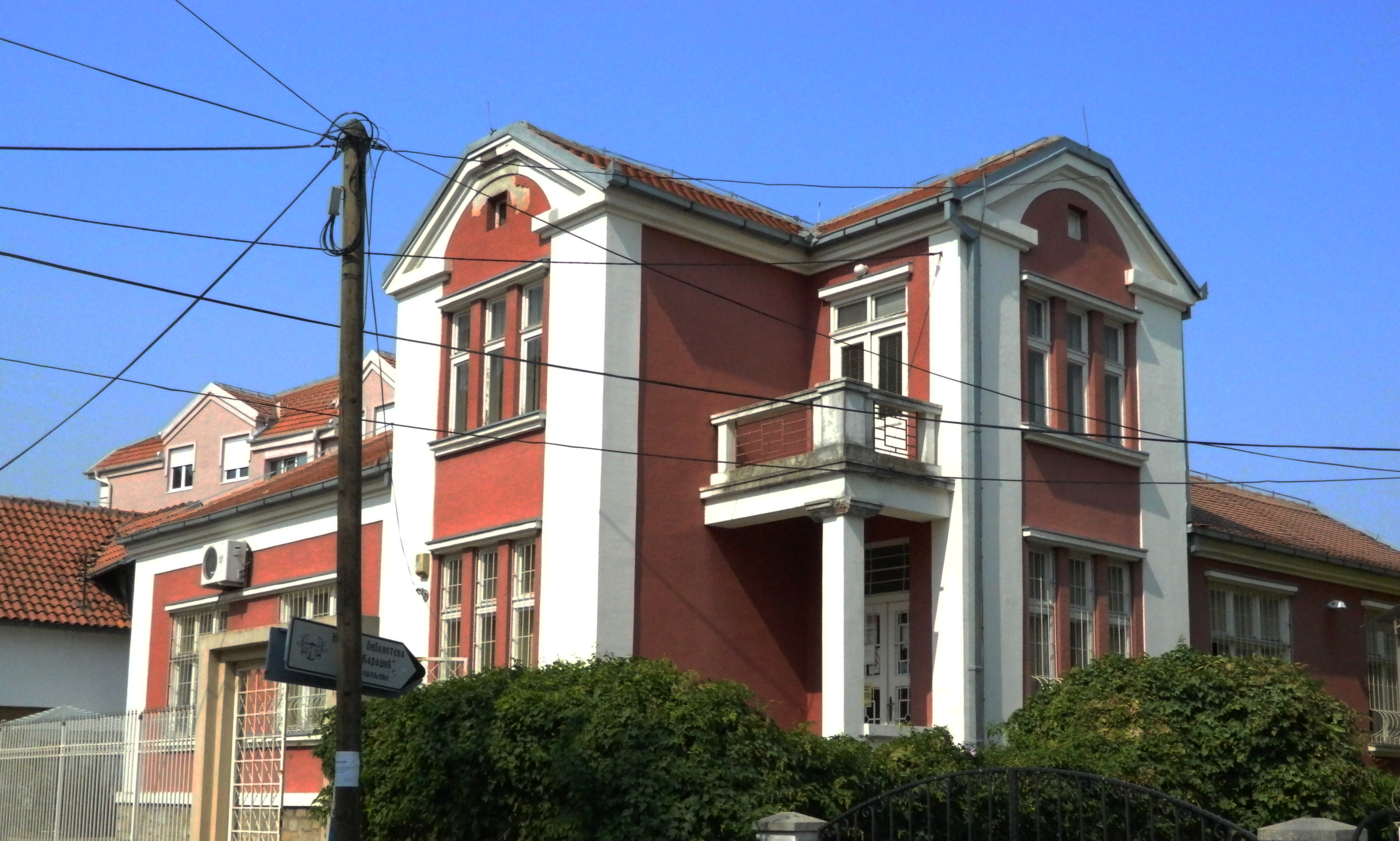
Dětská knihovna v Kragujevaci.

Místní pobočka srbské národní knihovny nese jméno Vuka Karadžiće a byla otevřena roku 1866. Kromě toho zde existuje i dětská knihovna.
Kulturně-umělecká společnost Abrašević zde působí od roku 1904.

#### Archivy
Historický archiv Šumadije působí v Kragujevaci a šesti okolních obcích (opštinách). Shraňuje stovky tisíc historických dokumentů.

#### Kulturní akce
V Kragujevaci se také konají různé divadelní festivaly, např. JoakimFest.
Mezi populární hudební festivaly v Kragujevaci patří Arsenal Fest, což je festival rockové, elektronické a moderní hudby a dále Jazz Fest, který se pořádá v rámci budovy gymnázia.

### Kulturní památky a pamětihodnosti města

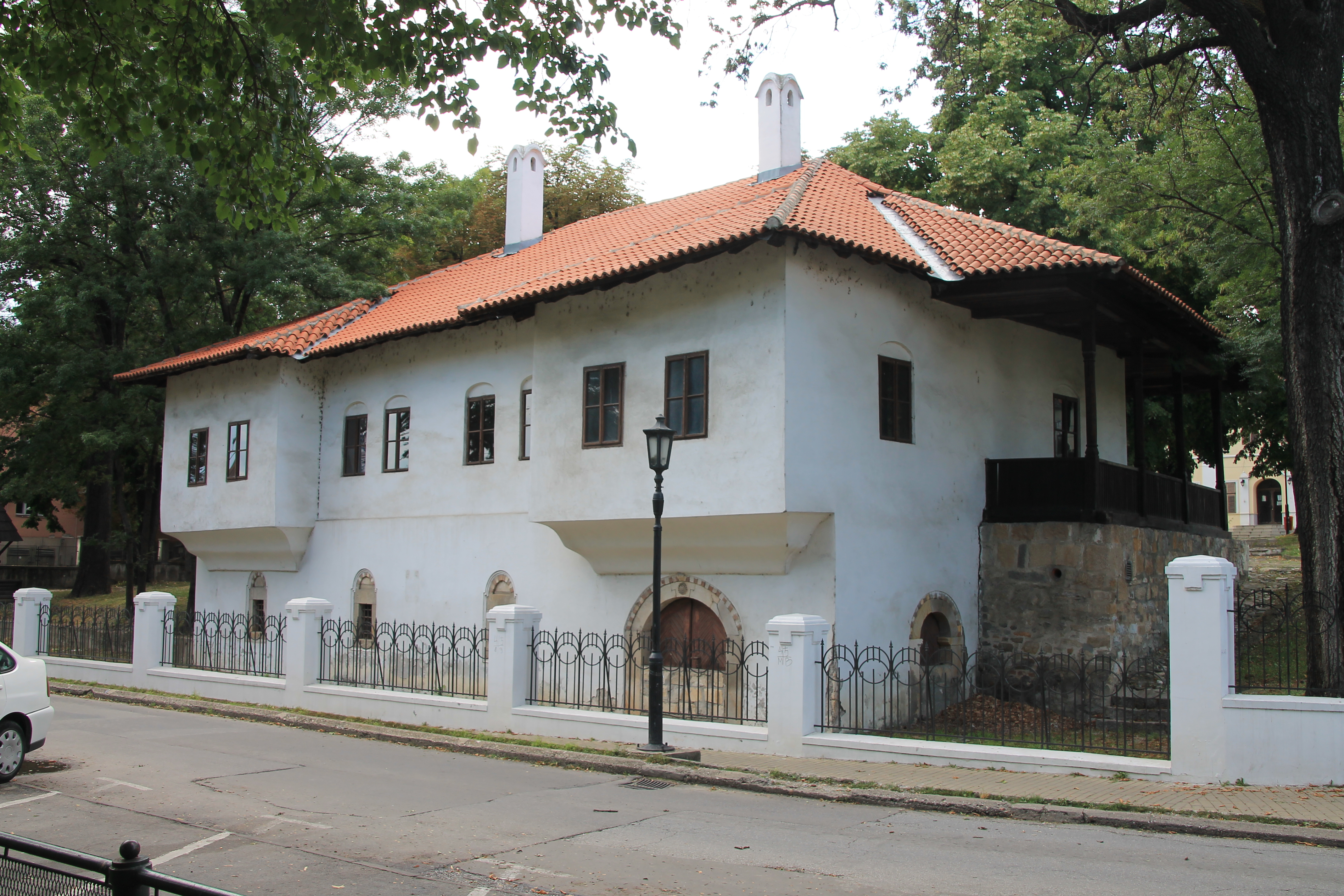
Amidžův konak, součást kragujevackého areálu v rámci Národního muzea.

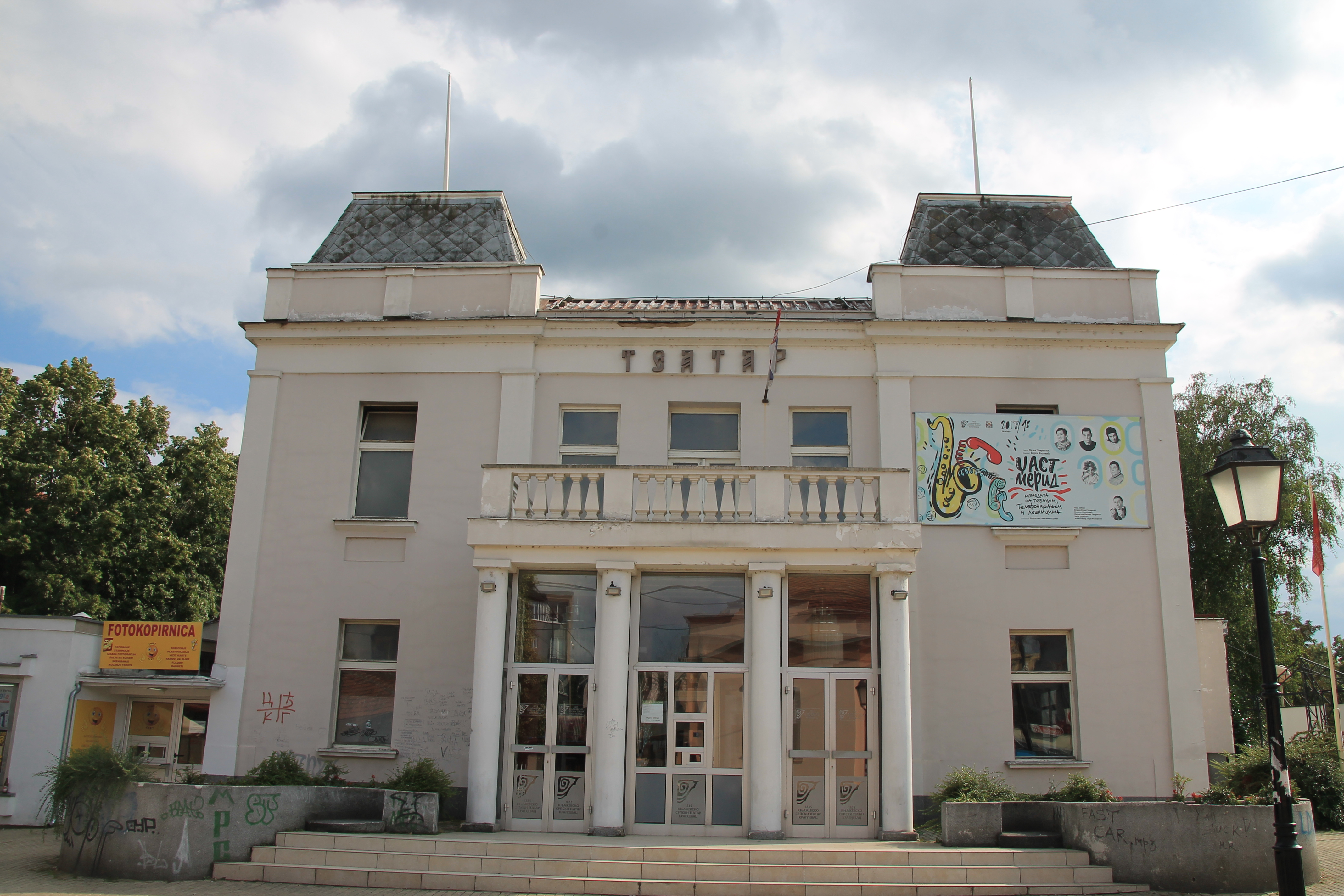
Budova divadla (Knjaževsko-srpski teatar).

Mezi kulturní památky, které jsou turisticky často navštěvovány, patří následující:
- Starý kostel[13], vybudovaný v roce 1818 na pravém břehu řeky Lepenica z rozhodnutí knížete Miloše. Zasvěcen je nejsvětější trojici (srbsky Hram svete trojice). Kostel stojí nedaleko bývalé slévárny děl.
- Katedrála (srbsky Saborna crkva), stojící stranou historického centra (na ulici Branka Radičevića). Místními bývá pro odlišení od původní stavby označována také jako Nový kostel (srbsky Nova crkva).
- Amidžův konak[13] – jediná budova, která se dochovala z období vlády knížete Miloše.[7] Zbudován v roce 1819. Zbytek areálu byl zničen při bombardování města za druhé světové války.[7]
- Knez Mihailův konak, část původní rezidence knížete, postaven roku 1860.[7]
- Knjaževsko-srpski teatar, první divadlo na území současného centrálního Srbska, založené v roce 1835.
- Stará skupština, budova prvního parlamentu, zbudovaná roku 1859, která sloužila tomuto účelu až do roku 1878.
- Chrám Zesnutí přesvaté Bohorodice, první kostel postavený v srbsko-byzantském stylu po osvobození země od turecké nadvlády.
- Hasičský dům, památkově chráněný od roku 2001.
- Budova vojensko-technologického závodu z roku 1926, předchůdce závodu společnosti Zastava a vojenské továrny.[4]
- Budova 1. kragujeveckého gymnázia z roku 1888 v historizujícím stylu.[4]
- Městská tržnice, postavená v letech 1928 až 1929, procházející rekonstrukcí v roce 2022.[36][37]
- Památník padlým Šumadincům z roku 1932, který připomíná padlé z bojů v letech 1804 (První srbské povstání) až 1914 (první světová válka).
- Pamětní park Šumarice, který připomíná oběti první (např. slovenské vzpoury) a druhé světové války. Jeho součástí je také brutalistní památník s názvem Kragujevacký říjen[38], známý i jako zlomené křídlo.[zdroj?] V dobách existence SFRJ se zde konala významná školní setkání.[39]
- Kamenný lev, socha ve středu města.

## Osobnosti

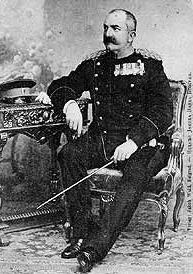
Někdejší král Milan Obrenović.

- Milan I. Obrenović (1819 – 1839), srbský kníže[10]
- Jovan Ristić (1831 – 1899), premiér srbského království
- Tomislav Nikolić (* 1952), bývalý prezident Srbska
- Marija Šerifovićová (* 1984), zpěvačka
- Mija Aleksić, (1923 – 1995), srbský herec
- Vera Nešić, (1959 – 2011), zpěvačka
- Vladimir Jakšić, (1824 — 1899), meteorolog
- Michailo Obrenović, (1823 – 1868), srbský kníže
- Tihomilj Nikolić, (1832 – 1886), srbský generál
- Mihajlo Mika Marković, (1847 – 1911), srbský lékař
- Filip Kostić, fotbalista
- Radomir Putnik, srbský maršál (vojvoda)
- Dušan Simović, náčelník generálního štábu jugoslávské armády v letech 1938 až 1940.
- Dušan Petrović Šane[40], partyzán.
- Miroslav Jović (nar. 1971), fotbalista a trenér
- Predrag Đorđević (nar. 1972), fotbalista
- Stevan Pletikosić (nar. 1972), střelec
- Marija Šestak (nar. 1979), jugoslávsko-slovinská atletka
- Danko Lazović (nar. 1983), fotbalista
- Jelena Tomašević (nar. 1983), zpěvačka
- Katarina Bulatović (nar. 1984), házenkářka
- Marija Šerifović (nar. 1984), zpěvačka
- Nemanja Pejčinović (nar. 1987), fotbalista
- Nemanja Tomić (nar. 1988), fotbalista
- Slavko Perović (nar. 1989), fotbalista
- Zlatko Muhović (nar. 1990), fotbalista
- Luka Milivojević (nar. 1991), fotbalista
- Filip Kostić (nar. 1992), fotbalista
- Filip Holender (nar. 1994), maďarský fotbalista

## Partnerská města
- Bílsko-Bělá, Polsko, 2002
- Bydhošť, Polsko, 1971
- Mogilev, Bělorusko, 2006
- Ochrid, Severní Makedonie, 2001
- Piteşti, Rumunsko, 1971
- Reggio Emilia, Itálie, 2004
- Springfield, Ohio, USA, 2002
- Suresnes, Francie, 1967